# Joël Le Gall
Joël Le Gall (* 8. Juni 1913 in Paris; † 20. Oktober 1991 in Verrières) war ein französischer Althistoriker und Archäologe. Er war Ausgräber in Alesia und Professor an der Universität Dijon und der Sorbonne.

## Leben
Le Gall studierte an der Sorbonne in Paris bei Charles Picard, André Cholley und Jérôme Carcopino und war danach 1938/39 und 1945 bis 1947 Lehrer am Lycée Chateaubriand in Rom. Danach forschte er für das CNRS. 1951 wurde er in Paris an der Sorbonne promoviert (Le Tibre fleuve de Rome dans l’Antiquité; Recherches sur le culte du Tibre) und war danach Professor an der Faculté des Lettres in Dijon. Von 1957 bis 1985 leitete er die Ausgrabungen in Alesia.
1967 wurde er Professor für römische Geschichte an der Sorbonne im Centre Gustave Glotz, blieb aber auch weiter der Universität Dijon verbunden. Er war Präsident der  Société française d’archéologie, der Société des études latines und der Société nationale des antiquaires de France.
1964 erhielt er den Grand Prix Gobert für sein Buch Alésia.

## Schriften
- Le Tibre fleuve de Rome dans l’Antiquité (= Publications de l’Institut d’art d’archeologie de l’Université de Paris. Bd. 1). Presses Universitaires de France, Paris 1953.
- Recherches sur le culte de Tibre (= Publications de l’Institut d’art d’archeologie de l’Université de Paris. Bd. 2). Presses Universitaires de France, Paris 1953.
- Modes de construction et technique dans l’architecture romaine. Presses universitaires de France, Paris 1959.
- Alésia. Archéologie et histoire. Coll. Résurrection du passé. Fayard, Paris 1963; Neuauflagen 1980 und 1990.
- Alésia. Textes littéraires antiques, textes médiévaux. Publications de l’Université de Dijon, Dijon 1973.
- Alésia. Le siège de la forteresse gauloise par César, la ville gallo-romaine, le culte de sainte Reine. Ministère de la culture, Direction du patrimoine, Sous-direction de l’archéologie, coll. «Guides archéologiques de la France», Paris 1985.
- La religion romaine de l’epoque de Caton l’Ancien au règne de l’emperateur Commode. Paris 1975.
- mit Marcel Le Glay (Hrsg.): L’empire romain, Band 1: Le Haut-Empire de la bataille d’Actium (31 av. J.-C.) à l’assassinat de Sévère Alexandre (235 ap. J.-C.), Presses Universitaires de France, coll. «Peuples et civilisations, Histoire générale», Paris 1987.
- La bataille d’Alésia (= Histoire ancienne et médiévale. Bd. 58). Publications de la Sorbonne, Paris 1999.